# Queixada
A queixada (nome científico: Tayassu pecari), também chamado de queixada-ruiva, queixo-ruivo, canela-ruiva, sabucu, tacuité, taiaçu, tajaçu, tanhaçu, tanhocati, taguicati, tiririca, porco-do-mato e pecari, é uma mamífero artiodáctilo (artiodactyla) da família dos taiaçuídeos (Tayassuidae) e gênero Tayassu. Outrora, tal gênero também incluía o caititu (Pecari tajacu).

## Etimologia
Queixada refere-se ao seu costume de bater fortemente o queixo, quando acuado. Porco deriva do termo latino porcus. Sabacu, savacu ou sabucu, segundo Antenor Nascentes, vêm do tupi sawa'cu. Taguicati, tanhocati, tanhaçu, tajaçu e taiaçu advêm do tupi, mas a etimologia é confusa. Segundo o Dicionário Histórico das Palavras Portuguesas de Origem Tupi (DHPT), originaram-se em taya'su, que tem o sentido duplo de "porco do mato" e "variedade de mandioca". Antenor Nascentes, por sua vez, derivou o termo de tãi wa'su ("dente grande", de ãya, "dente", e gwa'su, "grande"). Taiaçu, por sua vez, é uma forma aferética de arataiaçu. Foi registrada a primeira vez como teygasu dattu num livro alemão de 1557 de Hans Staden, depois como teasu em 1618, taiassú e taititu em 1777. Tacuité tem provável origem indígena, mas sua etimologia é desconhecida. Pecari advém do espanhol pécari ou pecarí (1681), que por sua vez é um empréstimo de um dialeto do Panamá para referir a uma espécie de cedro silvestre.

## Taxonomia e evolução
A queixada foi descrita pela primeira vez como Sus pecari por Johann Heinrich Friedrich Link, em 1795. Johann Fischer von Waldheim, em 1814, descreveu o gênero Tayassu, que também incluía o caititu (Pecari tajacu), e atualmente só compreende a queixada. Estudos morfológicos dividiram a queixada em cinco subespécies, entretanto, tal divisão não é corroborada por estudos genéticos:
- T. p. pecari Link, 1795[23] - Colômbia, Venezuela, Guianas e Brasil (ao norte do rio Amazonas).
- T. p. aequatoris Lönnberg, 1921[24] - sudoeste da Colômbia e Equador.
- T. p. albirostris Illiger, 1815[25] - sul do Brasil, leste do Peru, Bolívia, Paraguai e norte da Argentina.
- T. p. ringens Merriam, 1901[26] - do sudeste do México à Nicarágua.
- T. p. spiradens Goldman, 1912[27] - da Costa Rica ao norte da Colômbia.

## Descrição
A queixada vive até os 13 anos e pode dar à luz dois filhotes de cada vez. O comprimento da cabeça e do corpo varia de 90–139 centímetros, a altura do ombro está entre 40 e 60 centímetros, o comprimento da cauda é de três a seis centímetros, e o peso adulto é de 25–40 quilos. Sua cor é geralmente marrom ou preta. A pelagem é eriçada e tem pelos que correm ao longo da coluna vertebral, crescendo mais longos do que os que correm pelo corpo, formando uma crista, que sobe quando a queixada fica excitada. Tem corpo redondo com focinho comprido que termina em disco circular onde começa a cavidade nasal. Possui manchas brancas que começam abaixo do focinho e vão até a área da bochecha, logo abaixo dos olhos. O filhote apresenta o seu pelo em um tom avermelhado, com uma listra escura na região dorsal.

## Distribuição e habitat
A distribuição geográfica da queixada é ampla e ocorre desde Veracruz e Oaxaca, no México, até a província de Entre Rios, na Argentina, ocorrendo também na costa do Equador em Esmeraldas e Pichincha. No Brasil, sua distribuição abrange diversos estados, como Acre, Amapá, Amazonas, Bahia, Distrito Federal, Espírito Santo, Goiás, Maranhão, Mato Grosso, Mato Grosso do Sul, Minas Gerais, Paraná, Pará, Piauí, Rio de Janeiro, Rondônia, Roraima, Santa Catarina, São Paulo e Tocantins, nos biomas da Amazônia, Caatinga, Cerrado, Mata Atlântica e Pantanal. Em termos hidrográficos, está presente nas sub-bacias do Araguaia, do Doce, da foz do Amazonas, do Grande, do Gurupi, do Iguaçu, do Jequitinhonha, do litoral do Amapá, Bahia, Espírito Santo, Rio de Janeiro, São Paulo, Paraná e Santa Catarina, do Madeira, do Mearim, do Negro, do Paraguai 01, 02 e 03, do Paranapanema, do Paranaíba, do Paraná RH1, do Paraíba do Sul, do Médio e Alto Parnaíba, do Paru, do Purus, do Solimões, do Alto e Médio São Francisco, do Tapajós, do Tietê, do Alto e Baixo Tocantins, do Trombetas, do Alto Uruguai e do Xingu. Por ser uma espécie que exige amplos territórios e é muito sensível à caça, provavelmente já está extinta nos estados de Pernambuco, Alagoas, Paraíba e Rio Grande do Norte. Também está extinto em El Salvador, e apesar de ter sido introduzido em Cuba, em 1930, também não se tem registro da espécie na ilha há muito tempo.
A queixada habita uma ampla variedade de ambientes, que abrangem desde o nível do mar até altitudes de cerca de dois mil metros, incluindo as encostas orientais dos Andes. As tendências de uso do habitat demonstram uma forte ligação dos queixadas com áreas florestais, especialmente florestas ripárias, onde a oferta de frutos costuma ser maior. Estudos realizados na Mata Atlântica indicam que os queixadas conseguem sobreviver em fragmentos florestais com menos de dois mil hectares, desde que exista uma diversidade equilibrada de habitats, presença de cursos d’água e recursos essenciais, como manchas de palmito içara (Euterpe edulis). Na Amazônia, o tamanho das áreas utilizadas tende a crescer proporcionalmente ao tamanho do grupo. Em toda a sua distribuição, os queixadas concentram sua atividade em áreas florestais, formando bandos numerosos que demandam extensas áreas de vida. Por isso, a espécie depende fortemente de grandes áreas contínuas de habitat não perturbado para garantir a viabilidade de suas populações.

## Ecologia

### Movimentação

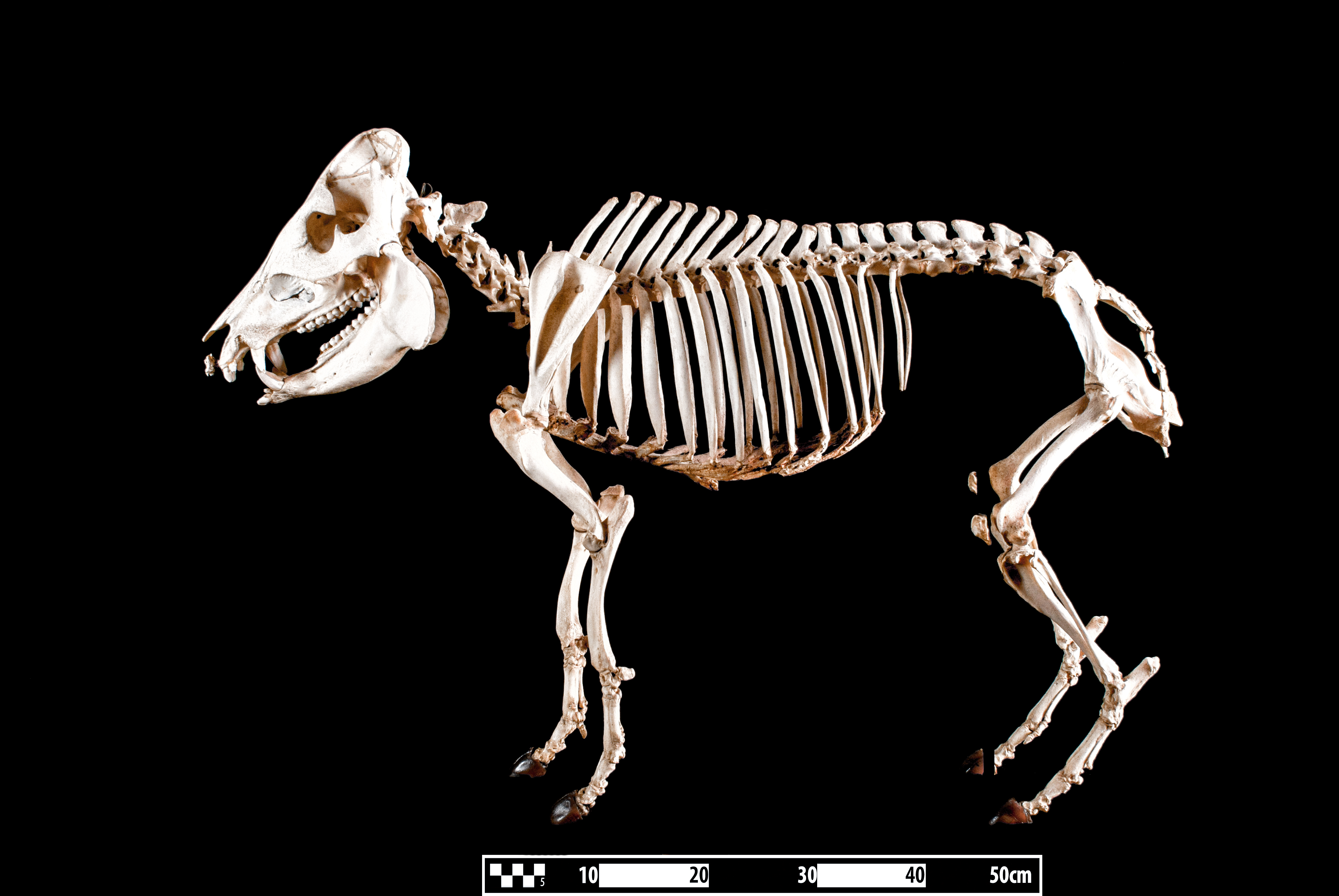
Esqueleto de queixada do Museu de Anatomia Veterinária da Faculdade de Medicina Veterinária e Zootecnia da Universidade de São Paulo

Os queixadas percorrem longas distâncias, e estudos de longo prazo indicam que seus movimentos sazonais não são aleatórios. A movimentação e a área de vida da espécie são determinadas principalmente por variáveis ambientais como disponibilidade de alimento, diversidade de habitats e recursos, cobertura vegetal e presença de fontes de água. São animais diurnos, com maior atividade no início da manhã e no fim da tarde, embora possam forragear e se alimentar durante a noite em períodos de lua cheia. No Pantanal, o horário de atividade varia ao longo do ano, influenciado pela disponibilidade de água e pelas altas temperaturas: durante o período de cheia, mantêm-se diurnos, mas passam a ter hábitos mais crepusculares ou noturnos no auge da estação seca. Dependendo do bioma e do tamanho do grupo, a área de uso pode variar entre 19 e 200 quilômetros quadrados.
Embora não haja evidências de movimentos migratórios ou nômades em alguns grupos estudados, observou-se que a movimentação e o uso do espaço estão associados à estrutura em mosaico da vegetação. Um bando pode caminhar até 10 km em um único dia, gastando dois ou três dias se deslocando ou forrageando. No Pantanal da Nhecolândia, um estudo com radiotelemetria registrou variações na área de vida dos queixadas entre 7 585 e 8 004 hectares (com base no polígono convexo mínimo de 95%). Bandos que utilizavam áreas com maior degradação ambiental apresentavam áreas de vida 51% mais amplas do que aqueles em habitats mais preservados. Em outro estudo realizado no Cerrado, em planaltos na borda sul do Pantanal, o movimento e o uso de área de longo prazo pelos bandos de queixada se correlacionaram positivamente com a diversidade de frutos disponíveis, sugerindo que percorrem distâncias maiores durante os meses com maior oferta de frutos. No entanto, esse mesmo efeito não foi observado ao comparar os períodos de cheia e seca.

### Alimentação

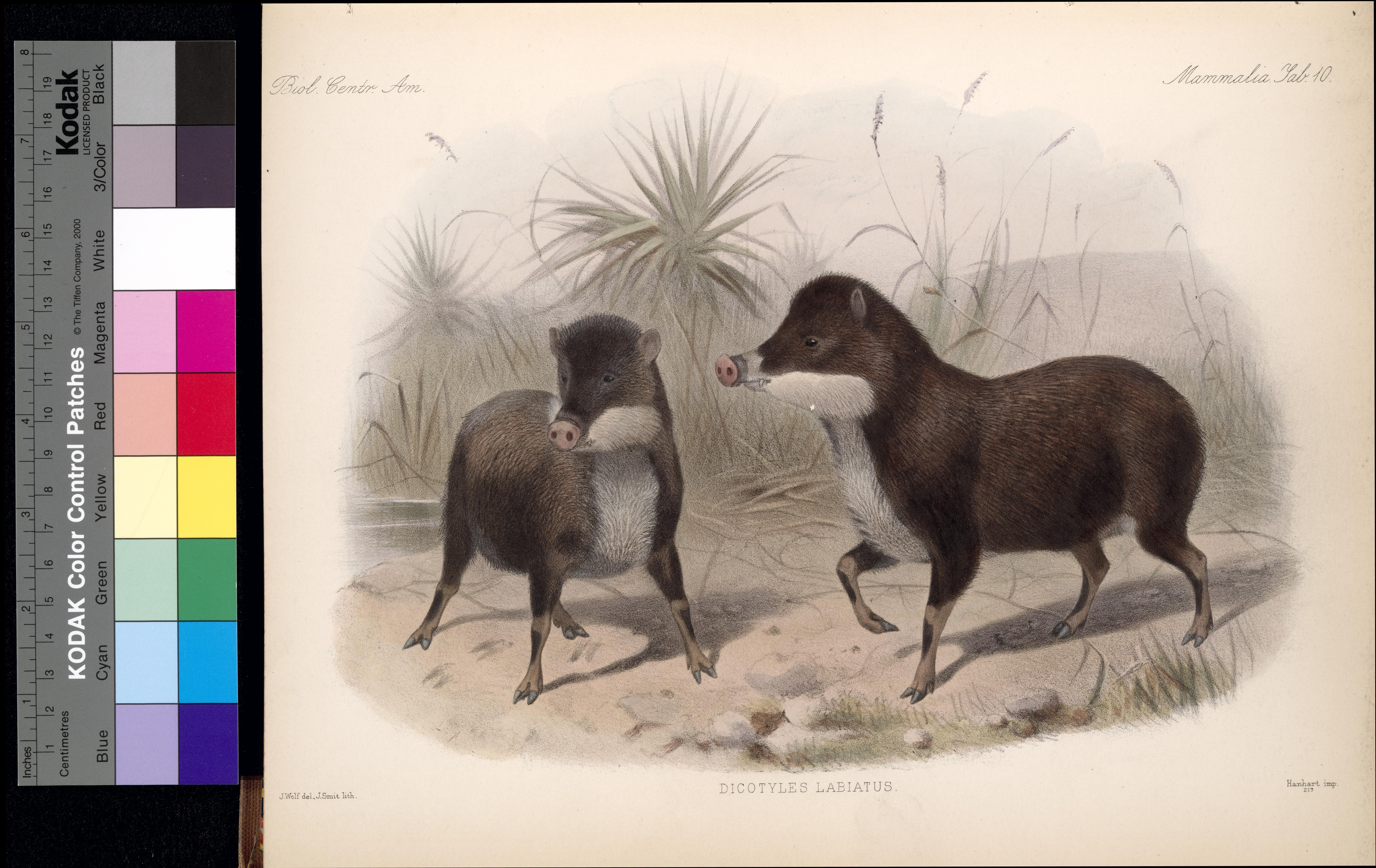
Desenho de 1879-82

Os queixadas desempenham um papel ecológico essencial como predadores e dispersores de sementes. São classificados como frugívoros, com frutas e sementes compondo a maior parte de sua dieta, embora também consumam raízes, plantas aquáticas, larvas de insetos e minhocas. Em regiões como a Caatinga, a dieta pode ser composta majoritariamente por raízes, tubérculos, sementes e cipós suculentos. Em diferentes biomas, há variações no uso de recursos e separação de nicho entre queixadas e outras espécies, como os catetos. Palmeiras, como Syagrus romanzoffiana, içara e Mauritia flexuosa, são recursos alimentares-chave à espécie, principalmente por produzirem frutos durante o ano inteiro e sustentarem populações em períodos de escassez, como a estação seca na Amazônia.
O uso do habitat pelos queixadas reflete diretamente a disponibilidade de recursos. No Pantanal, consomem mais plantas de habitats não inundáveis, tanto na estação seca quanto na chuvosa. Durante a seca, quando os frutos tornam-se escassos, aumenta o consumo de raízes e fibras vegetais, geralmente mais abundantes em áreas abertas. Isso demonstra a importância da heterogeneidade ambiental para a sobrevivência da espécie. O uso do espaço também varia conforme a abundância de frutas: em regiões do planalto ao redor do Pantanal, por exemplo, os queixadas utilizam áreas maiores durante a estação chuvosa, acompanhando a maior diversidade e distribuição de árvores frutíferas.
Estudos com isótopos estáveis de carbono e nitrogênio demonstram que os queixadas consomem predominantemente plantas do tipo C3, mesmo em biomas afetados por atividades agrícolas. Em regiões mais impactadas da Mata Atlântica, há indícios de leve inclusão de plantas C4 na dieta, possivelmente associada ao consumo de culturas agrícolas, mas esses itens ainda não representam a base alimentar da espécie. Além de frutos e sementes, a dieta dos queixadas inclui folhas, tubérculos, rizomas, invertebrados, ovos e pequenos vertebrados, como peixes e mamíferos. No Pantanal, sua alimentação é mais diversificada do que na Mata Atlântica, apesar da menor abundância total de frutos, evidenciando sua capacidade de adaptação e a importância da diversidade de habitats para sua conservação.

### Reprodução

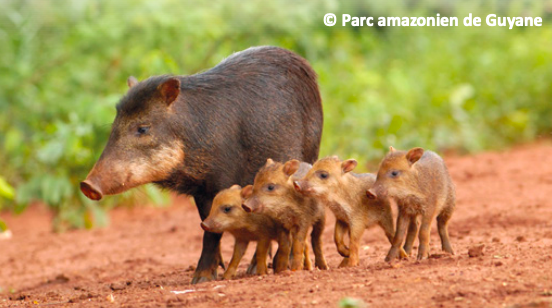
Fêmea com seus filhotes

Em cativeiro, a gestação das queixadas dura entre 156 e 162 dias. As fêmeas produzem ninhadas anuais, com uma média de 1,64 a 1,67 filhotes, e cerca de 40% das fêmeas estão grávidas a cada ano. A maturidade sexual das fêmeas ocorre por volta de 1,5 ano, enquanto a reprodução pode se estender até mais de 12 anos de idade. Estudos na Mata Atlântica e no Cerrado mostram que não há diferenças significativas no peso e comprimento corporal entre machos e fêmeas, e a razão sexual permanece equilibrada, variando entre 1,36 e 1,88 fêmeas para cada macho em diferentes regiões, sendo a proporção ao nascimento próxima de 1:1. Na Mata Atlântica, o peso médio das queixadas é cerca de 30,8 quilos, com comprimento corporal em torno de 104 centímetros, enquanto no Pantanal adultos apresentam peso médio de 32,3 quilos e comprimento de 111 centímetros.
O sistema de acasalamento da queixada, investigado por estudos genéticos, é caracterizado como promíscuo, permitindo que machos e fêmeas tenham filhotes com múltiplos parceiros. A reprodução pode ocorrer ao longo de todo o ano, especialmente em regiões com disponibilidade alimentar relativamente constante. Contudo, variações sazonais foram observadas em algumas áreas: na Costa Rica, há picos de acasalamento e nascimento relacionados ao aumento na oferta de frutos; no México, a reprodução ocorre principalmente entre abril e novembro. Dados preliminares indicam que, no Pantanal e em áreas próximas do Cerrado, a maioria dos nascimentos acontece durante o período chuvoso, refletindo a sazonalidade climática e a disponibilidade de recursos. De modo geral, os filhotes mamam por cerca de seis meses e atingem a maturidade sexual entre um e dois anos de idade. Estudos mostram que, embora a razão sexual ao nascimento seja equilibrada, em populações selvagens a proporção tende a ser maior para as fêmeas, observação consistente em diversos biomas, como Pantanal, Mata Atlântica e Cerrado. Esse predomínio de fêmeas na população adulta pode influenciar a dinâmica reprodutiva e a estrutura social dos grupos.

### Territorialismo
Em áreas não impactadas pelos humanos, as queixadas são predadas pelas onça-pintada (Panthera onca) e onça-parda (Puma concolor). Apresentam comportamento bastante agressivo, especialmente em áreas com pouca ou nenhuma presença humana. Elas vivem em grandes grupos que normalmente têm uma média de 50 indivíduos, mas que podem ultrapassar facilmente os 100. Esses grupos são formados por machos e fêmeas de todas as idades, variando conforme o habitat em que se encontram. A quantidade de queixadas em um local específico depende da disponibilidade de alimento, sendo que em ambientes mais ricos é comum encontrar grupos maiores. Geralmente, as queixadas buscam proteção em grupo, e seu habitat preferido são as florestas tropicais úmidas, onde apresentam melhor desempenho.
As queixadas são animais territoriais e defendem seus territórios ativamente. Diferentemente de outros porcos selvagens, que marcam seu território por meio de glândulas de cheiro espalhadas em locais onde defecam, as queixadas são consideradas nômades e, por isso, não exibem esse tipo de comportamento de marcação. Para proteger seus territórios, outros porcos selvagens tendem a fugir quando um predador se aproxima, retornando após o ataque para retomar suas atividades. Já as queixadas, quando atacadas, reagem reunindo todo o grupo num mesmo local, reforçando assim a defesa e a demarcação do território.

### Comunicação

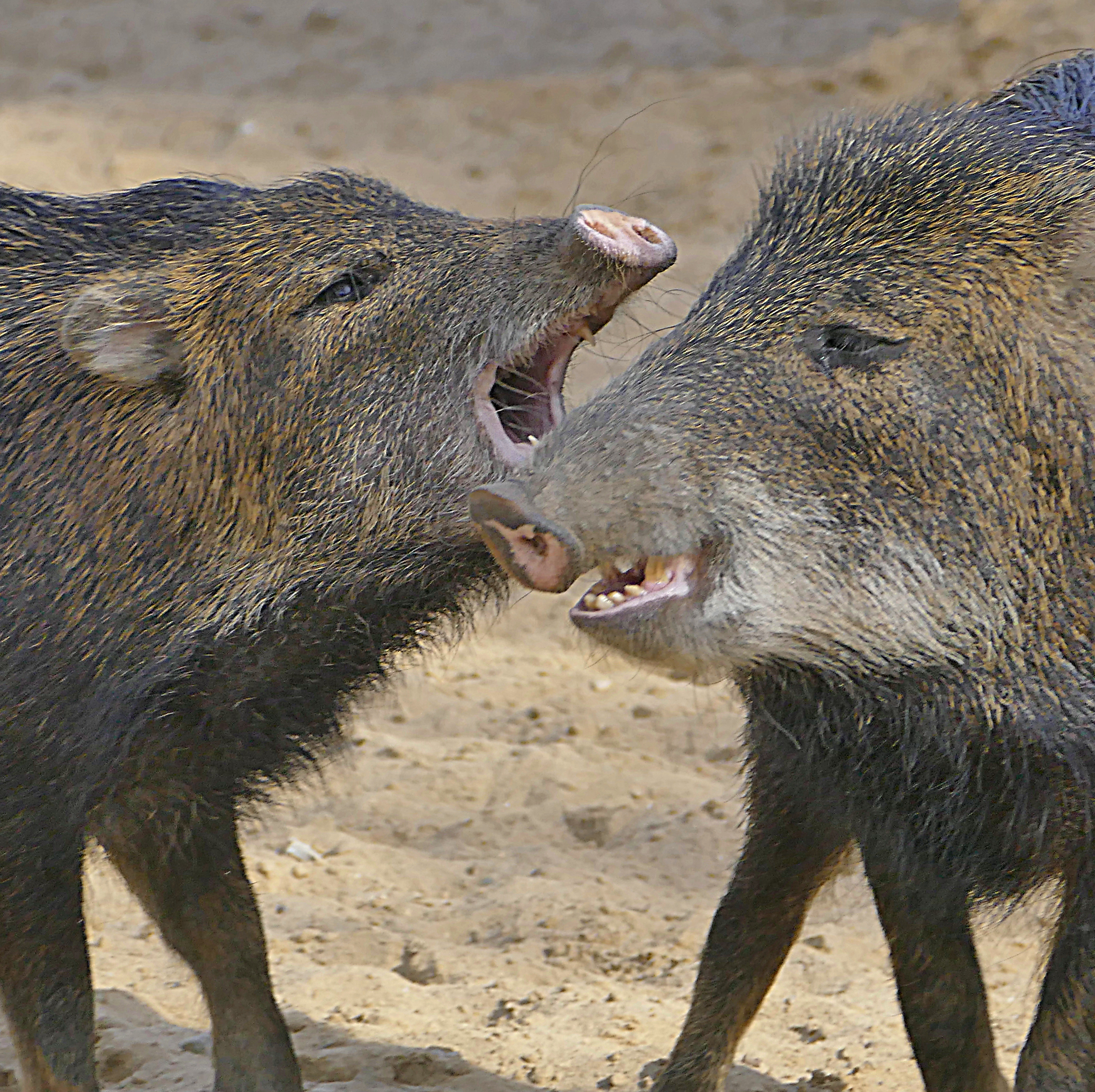
Interação entre dois indivíduos

As queixadas são animais que vivem principalmente em ambientes densos, caracterizados pela baixa visibilidade, o que representa um obstáculo para a comunicação. Para garantir a segurança do grupo diante da aproximação de predadores, esses animais utilizam diferentes mecanismos de comunicação, que facilitam a interação eficiente entre os membros. Esses mecanismos envolvem principalmente sinais químicos, olfativos e acústicos, adaptados às condições ambientais em que vivem.
No que diz respeito à comunicação acústica, as queixadas emitem diferentes tipos de sons, cada um com significado específico para o grupo. Por exemplo, os grunhidos podem indicar diversas situações: o tipo 1 é usado para manter o contato quando o grupo está separado, evitando que algum indivíduo fique para trás; o tipo 2 é um aviso emitido pelo indivíduo dominante para proteger o grupo de possíveis ameaças; e o tipo 3 alerta para situações de perigo iminente, funcionando como sinal preventivo antes de um ataque. Além disso, filhotes emitem latidos quando se sentem afastados da mãe, e os adultos produzem grunhidos baixos durante a alimentação, que se intensificam em situações de ameaça, sobretudo, pois o momento em que o grupo está mais vulnerável é durante a alimentação.

## Conservação
As queixadas desempenham um papel importante na manutenção dos ecossistemas, especialmente na dispersão de sementes ao longo das grandes áreas por onde se deslocam. Em seus longos percursos, esses animais formam grupos e se alimentam diversas vezes, buscando principalmente alimentos de fácil acesso. No entanto, esse comportamento pode causar danos ao ambiente, principalmente às mudas de árvores, pois a camada superficial do solo é frequentemente revirada e desgastada pela ação dos grupos. Esse desgaste pode levar à morte das mudas, dificultando o crescimento e o futuro das pequenas árvores. O comportamento característico das queixadas, de puxar e revolver o solo, deixa evidentes sinais de sua passagem pelo ambiente, interferindo diretamente na regeneração da vegetação rasteira, que é parte importante de sua dieta variada. O impacto causado por um grupo de queixadas pode ser tão intenso que compromete a sobrevivência de determinadas espécies de árvores em uma área, o que, por sua vez, pode afetar a estrutura e a dinâmica do bioma como um todo.

### Classificação
No Brasil, a queixada consta em perigo na Lista de Espécies da Fauna Ameaçadas do Espírito Santo de 2005; como criticamente em perigo no Livro Vermelho da Fauna Ameaçada no Estado do Paraná e na Lista de Espécies Ameaçadas de Extinção da Fauna do Estado de Minas Gerais de 2010; como criticamente em perigo na Lista das Espécies da Fauna Ameaçada de Extinção em Santa Catarina de 2011; como em perigo no Livro Vermelho da Fauna Ameaçada de Extinção no Estado de São Paulo; como vulnerável na Lista das Espécies da Fauna Ameaçadas de Extinção no Rio Grande do Sul e na Portaria MMA N.º 444 de 17 de dezembro de 2014; como em perigo na Lista Oficial das Espécies da Fauna Ameaçadas de Extinção do Estado da Bahia de 2017; e como vulnerável no Livro Vermelho da Fauna Brasileira Ameaçada de Extinção do Instituto Chico Mendes de Conservação da Biodiversidade (ICMBio) e em perigo na Lista das Espécies da Fauna Ameaçadas de Extinção no Estado do Rio de Janeiro de 2018. A União Internacional para a Conservação da Natureza (UICN / IUCN), em sua Lista Vermelha, classificou a queixada como vulnerável, pois é assumido que está em tendência de declínio populacional devido à perda de habitat. Não há, contudo, estudos acerca do número total de indivíduos da espécie. Também consta no Anexo II da Convenção sobre o Comércio Internacional das Espécies da Fauna e da Flora Silvestres Ameaçadas de Extinção (CITES).
As queixadas, assim como outras espécies com ampla distribuição geográfica, são fortemente impactadas pela diversidade de regiões que ocupam, o que resulta em diferentes consequências e graus de ameaça ao longo de seu território, especialmente no território brasileiro. Avaliar essas espécies como uma unidade homogênea em todo o país pode levar a uma percepção excessivamente otimista sobre seu estado de conservação, baseada na presença de grandes populações remanescentes em biomas ainda relativamente preservados. Esse tipo de avaliação pode dificultar a implementação de políticas específicas e eficazes. Ao mesmo tempo, embora algumas populações despertem maior preocupação quanto às suas condições de conservação, há o risco de se ignorar que populações aparentemente saudáveis - em ecossistemas como o Pantanal e a Amazônia - também estão sujeitas às mesmas pressões e podem seguir o mesmo destino das populações em áreas mais degradadas, caso essas pressões se intensifiquem. Propôs-se, por essa razão, uma classificação da situação da espécie de acordo com o bioma de ocorrência: no Pantanal, está quase ameaçada (NT); na Caatinga, está vulnerável (VU); no Cerrado, em perigo (EN); na Amazônia, pouco preocupante (LC); e na Mata Atlântica; em perigo (EN).

### Ameaças

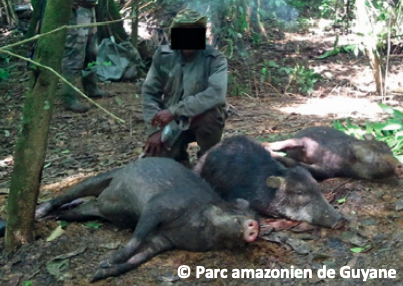
Indivíduos abatidos na Guiana Francesa

No Pantanal, a intensificação da pecuária desde os anos 1970, com desmatamento de terras altas, substituição da vegetação nativa por gramíneas exóticas, uso de fogo e aumento da densidade de rebanhos, resultou na degradação severa dos habitats, especialmente florestas próximas a corpos d’água. As florestas, essenciais para os queixadas, vêm sendo perdidas em ritmo acelerado - 14% da cobertura florestal foi perdida nos últimos 15 anos. A maior parte do bioma (95%) é de propriedade privada, e as mudanças no Código Florestal reduziram as áreas legalmente protegidas a 20%, o que projeta uma perda superior a 30% em três gerações (18 anos). Além disso, a fragmentação das cordilheiras tem ampliado a área de vida dos bandos, obrigando-os a evitar áreas desmatadas. A situação é agravada por projetos de hidrelétricas e hidrovias (como a dragagem do Rio Paraguai), que alteram o regime hidrológico local, e pela introdução de doenças como leptospirose, brucelose e Trypanosoma evansi, transmitidas por animais domésticos, que impactam a saúde e fertilidade dos bandos. O javali e o javaporco representam ameaça adicional por competição e transmissão de doenças.
Na Caatinga, os queixadas enfrentam forte pressão por fragmentação e desmatamento, especialmente em áreas onde ainda ocorrem, com taxas locais de perda de habitat que chegam a 15%. Estima-se uma redução populacional de cerca de 30% nos últimos 18 anos, com tendência de repetição no mesmo grau. A instalação de parques eólicos vem causando abertura de estradas e ocupação de áreas preservadas, frequentemente sem estudos ambientais. A vegetação nativa também é degradada pela produção de carvão, uso de lenha, cultivo de mamona, sisal e pinhão manso, além da conversão para pastagens. A pecuária extensiva com caprinos e bovinos dificulta a regeneração natural. A caça culturalmente enraizada, muitas vezes de subsistência, continua sendo uma das maiores pressões, com abates por retaliação em decorrência de prejuízos agrícolas. Espécies exóticas (javali e javaporco) competem por recursos e transmitem doenças. Fogo e mineração também degradam o habitat, apesar da baixa taxa média de desmatamento no bioma.
Na Mata Atlântica, os queixadas estão entre os mamíferos mais ameaçados. Existem poucas subpopulações com mais de 250 indivíduos maduros, geralmente isoladas e pequenas. A espécie já é considerada extinta em regiões como o Centro de Endemismo Pernambuco. A pressão de caça é severa e persistente, agravada pela fragmentação e pela expansão da malha viária, que impede a conectividade entre áreas. A caça eliminou os queixadas de muitos fragmentos e suas populações restantes sofrem grandes flutuações.
No Cerrado, o desmatamento reduziu 23% da vegetação natural nos últimos 18 anos. Os queixadas utilizam apenas fragmentos com mais de 20 quilômetros quadrados, o que restringe sua presença a cerca de 40% dos remanescentes - uma redução efetiva de 50% da área utilizável pela espécie. A caça permanece intensa e a retaliação por danos em plantações é comum. A expansão de monoculturas agrícolas e o aumento no uso de agrotóxicos colocam a espécie sob risco adicional. Fragmentos remanescentes frequentemente estão isolados por uma matriz agrícola hostil, que intensifica o esforço de deslocamento dos bandos em busca de alimento e abrigo.
Na Amazônia, embora a espécie ainda seja amplamente distribuída e com populações viáveis, há sinais preocupantes. A combinação entre desmatamento e caça representa a principal ameaça à sua sobrevivência. Os queixadas já foram extintos localmente em áreas aparentemente preservadas, incluindo o arco do desmatamento e partes de Roraima. Reservas Extrativistas e de Desenvolvimento Sustentável enfrentam desafios na regulação da caça de subsistência, que muitas vezes ocorre sem cotas, zonas de refúgio ou monitoramento. Ambientes mais produtivos toleram maior intensidade de caça, mas áreas degradadas expõem os bandos a maior vulnerabilidade. O acesso facilitado por estradas e a ausência de áreas-refúgio afetam negativamente a recuperação populacional. Historicamente, a caça para o mercado de peles causou colapsos populacionais: em Roraima, 80 indivíduos foram mortos em um único ano. A espécie é altamente vulnerável por sua coesão social: bandos se aglomeram frente a caçadores com cães, o que facilita extermínios em massa.

### População

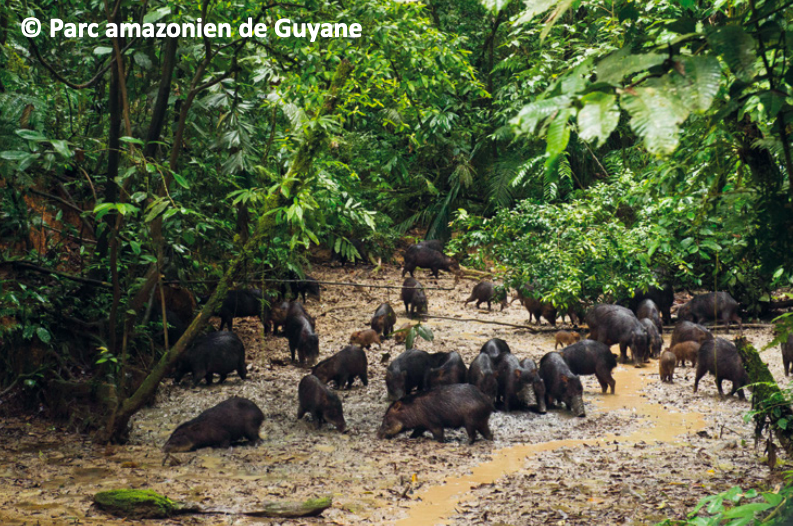
Manada de indivíduos no Parque Amazônico da Guiana Francesa

A estrutura genética e os padrões de dispersão das queixadas foram investigados em diversas populações no Pantanal. Devido à sua capacidade de realizar longos deslocamentos, a espécie apresenta elevado fluxo gênico entre populações, com indivíduos geneticamente semelhantes mesmo em áreas separadas por dezenas de quilômetros. Isso ressalta a necessidade de grandes áreas conectadas para manter a variabilidade genética e evitar os efeitos negativos da deriva genética e da endogamia. Além disso, foi observada dispersão tanto de machos quanto de fêmeas, contrastando com o padrão típico de muitos mamíferos. A diversidade genética também foi avaliada em populações de outros biomas, como Cerrado e Mata Atlântica, onde se detectou um nível moderado de diversidade. Algumas populações, entretanto, mostraram diferenciação genética, especialmente entre áreas do Cerrado e da Mata Atlântica em comparação com as do Pantanal.
Os queixadas destacam-se entre os ungulados neotropicais por formarem grandes bandos, que podem reunir centenas de indivíduos. Essa característica social tem forte impacto nos ecossistemas, pois sua ausência desencadeia diversos desequilíbrios ecológicos, como redução de grandes predadores, alteração na disponibilidade de frutos, mudanças na estrutura da vegetação, aumento de roedores considerados pragas e empobrecimento da biodiversidade local. Além disso, a espécie apresenta tamanhos de grupo e densidades populacionais variados, com algumas áreas registrando abundâncias elevadas e biomassa considerável, enquanto em outras regiões os registros são escassos.
Apesar da importância ecológica, as populações de queixadas têm sofrido flutuações acentuadas, inclusive com desaparecimentos locais em grandes áreas florestais pouco perturbadas, como em porções da Amazônia. As causas dessas variações ainda não estão completamente esclarecidas, mas envolvem fatores como sobrecaça, surtos de doenças possivelmente transmitidas por porcos domésticos, migrações e eventos extremos, como inundações. A caça comercial intensiva no século XX, voltada ao mercado internacional de peles, causou impacto severo à espécie. Atualmente, mesmo a caça de subsistência e a competição com javalis representam ameaças adicionais, embora menos estudadas.
A situação atual da espécie no bioma Mata Atlântica é preocupante. Registros indicam presença em apenas cerca de 31% dos remanescentes florestais significativos, que totalizam aproximadamente 44 mil quilômetros quadrados. A população estimada é de cerca de 23 600 indivíduos, com aproximadamente 60% de adultos, distribuídos em cerca de 590 subgrupos. Essas subpopulações ocupam 22 áreas distintas, incluindo grandes complexos como a Serra do Mar e o Corredor Ecológico Iguaçu-Paraná. No entanto, dez dessas áreas abrigam menos de 100 indivíduos, e cinco possuem menos de 40 animais, número considerado limiar mínimo para a viabilidade de um sub-bando. Apenas oito áreas apresentam populações superiores a 500 indivíduos, quantidade necessária para garantir estabilidade ecológica.
Diversas populações antes robustas colapsaram rapidamente, mesmo em áreas extensas e protegidas. A pressão de caça dentro dessas unidades de conservação é apontada como principal causa das baixas densidades atuais, estimadas em apenas 0,54 indivíduos por quilômetro quadrado - muito abaixo da densidade média esperada de 6,5 indivíduos por quilômetro quadrado para populações saudáveis. Fragmentos pequenos, como os do Paraná, apresentam populações reduzidas que não cumprem mais funções ecológicas. Estima-se que, para garantir viabilidade populacional no longo prazo, os queixadas necessitam de fragmentos florestais com pelo menos 1 300 a dois mil hectares, exigência que deve ser dobrada em áreas com alta pressão de caça. Embora algumas populações sobrevivam, todas as subpopulações do bioma estão em risco de extinção em menos de três gerações, caso as ameaças atuais não sejam controladas com urgência.

### Áreas de conservação
A queixada é encontrada em várias áreas de conservação:
Áreas de Proteção Ambiental
- Campos do Jordão
- Cavernas do Peruaçu
- Cochá e Gibão
- Chapada dos Guimarães
- Cabeceiras do Rio Cuiabá
- Arquipélago do Marajó
- Boqueirão da Onça
- Lago de Tucuruí
- Guaratuba
- Guaraqueçaba
- Ilhas e Várzeas do Rio Paraná
- Lago de Sobradinho
- Marinha do Litoral Sul
- Meandros do Rio Araguaia
- Planalto Central
- Sapucaí-Mirim
- Serra da Mantiqueira
- Serra da Vargem Alegre
- Serra do Mar
- Tietê
- Triunfo do Xingu

Estações Ecológicas
- Águas Emendadas
- Cuniã
- Serra das Araras
- Terra do Meio
- Acauã
- Taiamã
- Uruçuí-Una
- Iquê
- Caetetus
- Jataí
- Samuel
- Serra Geral do Tocantins

Florestas Nacionais
- Altamira
- Amapá
- Caxiuanã
- Tapajós
- Jamari
- Saracá-Taquera
- Tefé
- Trairão

Parques Nacionais
- Amazônia
- Anavilhanas
- Araguaia
- Campos Amazônicos
- Cavernas do Peruaçu
- Chapada dos Guimarães
- Serra da Bodoquena
- Serra da Capivara
- Serra das Confusões
- Serra do Itajaí
- Emas
- Sempre-Vivas
- Brasília
- Ilha Grande
- Itatiaia
- Caparaó
- Descobrimento
- Jamanxim
- Pau Brasil
- Grande Sertão Veredas
- Guaricana
- Iguaçu
- Jaú
- Juruena
- Mapinguari
- Montanhas do Tumucumaque
- Nascentes do Lago Jari
- Nascentes do Rio Parnaíba
- Pico da Neblina
- Saint-Hilaire/Lange
- Serra da Cutia
- Serra da Mocidade
- Serra do Pardo

Reservas Biológicas
- Bom Jesus
- Mata Escura
- Sooretama
- Córrego do Veado
- Guaporé
- Gurupi
- Lago Piratuba
- Perobas
- Tapirapé
- Uatumã

Reservas de Desenvolvimento Sustentável
- Amanã
- Juma
- Rio Madeira
- Igapó-Açu
- Mamirauá
- Piagaçu Purus
- Uacari

Reservas Extrativistas
- Arapixi
- Baixo Juruá
- Cazumbá-Iracema
- Chico Mendes
- Corumbau
- Médio Juruá
- Médio Purus
- Rio Xingu
- Riozinho da Liberdade
- Tapajós-Arapiuns

Reservas de Fauna
- Veredas do Oeste Baiano

Reservas Particulares do Patrimônio Natural
- Cristalino III
- Estância Caiman
- Estância Ecológica SESC Pantanal
- Fazenda Figueira
- Fazendinha
- Mutum-Preto
- Peugeot-Onf-Brasil
- Recanto das Antas

Terras Indígenas
- Alto Rio Negro
- Enawenê-Nawê
- Inawebohona
- Kayapó
- Parakanã
- Paumari do Cuniuã
- Paumari do Lago Manissuã
- Paumari do Lago Paricá
- Perigara
- Pimentel Barbosa
- Rio Negro Ocaia
- Tenondé Porã
- Yanomami
- Zoró